# Contea di Gerona

## Origine
Territorio intorno alla città di Girona governato da un conte.
Dopo che gli abitanti di Girona cedettero la città a Carlo Magno nel 785, fu organizzata la contea, che fu affidata a Rostano, probabilmente un franco, e che estese la sua giurisdizione dalla contea di Empúries e la contea di Besalú. Il secondo conte fu Odilone di Girona (812-817), e, in quel periodo, la contea, con Narbona e le altre contee a oriente di Barcellona, Empúries e Rossiglione, fu identificata come Settimania. Alla morte di Odilone, Berà di Barcellona fu nominato conte di Girona (~ 812-820), fino alla sua deposizione a causa delle rivalità interne tra Franchi e Goti e soprattutto tra Berà e Gocelone della contea di Empúries.

## Dominio Franco
Entrambe le contee furono assegnate al conte franco, Rampó (820-826), sotto il quale ebbero luogo le fondazioni dei monasteri di Amer e di San Pietro ad Albanyà. Alla morte di Rampó, le contee furono affidati a Bernardo I di Tolosa, fratello di Gocelone della contea di Empúries. Nell'826 avvenne la ribellione di Aissó, alleato di Guillemundus, figlio di Berà, e pare che furono aiutati da Abd el Rahman, figlio dell'emiro Al Hakam I, che tentò invano, nell'827, con un potente esercito, di prendere Barcellona e Girona; il successo di Bernardo I lo portò ad essere investito con diverse contee in Settimania, fino a quando nell'831 fu deposto per intrighi con i figli di Ludovico il Pio. Nell'832-835 le contee catalane, ad eccezione di Urgell e Cerdanya, furono governate da Berengario I di Tolosa.
Nell'835 Bernardo I di Tolosa, alla morte di Berengario I, rientrò in possesso delle contee di Girona e Barcellona, a cui si aggiunsero Tolosa e Narbona(835-844), finché, ribellatosi a Carlo il Calvo, durante l'assedio di Tolosa fu catturato, e giustiziato per ordine del re dei Franchi occidentali, Carlo il Calvo. Durante l'assedio di Tolosa, tra i suoi sudditi venuti dal re per mostrare fedeltà e raccogliere privilegi c'erano gli abati di Amer, Banyoles, Albanyà e Les Escaules e lo stesso vescovo di Girona. Sunifredo I di Barcellona subentrò nelle contee di Bernardo I di Tolosa, ad eccezione della contea di Tolosa, e ricevette il titolo di marchese di Settimania. Durante la rivolta di Guglielmo II di Tolosa, figlio di Bernardo I di Tolosa, che uccise Sunifredo tra l'848 e l'849, la contea di Girona fu governata da Goffredo I de Girona, probabilmente lo stesso che compare come visconte di Girona nell'840, e che la governò sino all'853 circa.
Dopo Odalrico I di Barcellona e Unifredo I di Tolosa, Otgerio, (862? -870) fu il conte di Girona, che nel 866 era a Quierzy per ottenere un privilegio per il monastero di Sant Julià del Mont. Otgerio fu l'ultimo conte di Girona che non fu anche conte di Barcellona, salvo il possibile breve periodo di Delà (888-890). Nell'870 la contea di Girona era nuovamente unita alle contee di Barcellona , Narbona e di Rossiglione, governate da Bernardo di Gotia, che fu deposto nel 878 dal concilio di Troyes, e le contee di Girona e Barcellona furono concesse a Goffredo il Villoso, già conte di Urgell e Cerdanya, che quando ripopolò e riorganizzò la contea di Osona (879), la unì quelle di Barcellona e Girona, che non furono mai più divise e passarono agli eredi della casa di Barcellona.

## Evoluzione della contea
nell'888 Sunyer II di Empúries e, soprattutto il fratello, Delà, cercarono invano di far nominare, usurpando il titolare, Ermemiro vescovo di Girona con l'aiuto del vescovo di Urgell, Esclua, per potersi impadronire della contea, ma l'azione energica di Goffredo il Villoso nel consiglio di [[Port (Francia)|Port (vicino a Nîmes) nell'890, impedì questa operazione. La costituzione della contea di Besalú, che era orientata verso il nucleo di Cerdanya-Conflent, modificò i confini della contea d]]i Girona, che poi abbracciava il territorio compreso tra il confine con quello di Empúries, sotto Banyoles e il castello di Finestres, verso Les Guilleries, senza la pianura di En Bas, e lungo l'attuale confine della diocesi di Vic (dai limiti di Susqueda, Osor, Sant Hilari Sacalm, Joanet ed Espinelves) fino al passo di Sant Marçal, dai limiti di Arbúcies e il castello di Montsoriu, con Breda, Hostalric, Tordera e il castello di Montpalau e le loro parrocchie, ad Arenys de Mar. 

Nonostante l'unione con quella di Barcellona, la contea di Girona continuò ad essere considerata autonoma, con propri visconti (visconte di Girona), fino al XIII secolo; un esempio è il conio della propria valuta (valuta di Girona).
All'inizio dell'XI secolo, la contea di Girona riacquistò una certa importanza, grazie all'azione della contessa Ermesinda di Carcassonne, che mantenne i diritti sulla contea, che aveva ricevuto dal marito, Raimondo Borrell di Barcellona, difendendone le coste dalla pirateria nel 1041 e senza cederla a suo nipote, Raimondo Berengario I che, nel 1051, (la aveva ceduto in dote alla sua terza moglie Almodis de La Marche). La denominazione della contea di Girona era viva fino all'inizio del XIII secolo, quando fu sostituita dalla vicaria di Girona.

## Conti di Girona
- Rostano	~775-801
- Odilone di Girona	~801-812
- Berà, conte di Barcellona	~812-820
- Rampò di Barcellona	820-825
- Bernardo I di Tolosa	826-832
- Berengario I di Tolosa	832-835
- Bernardo I di Tolosa (per la seconda volta)  835-844
- Sunifredo I di Barcellona	844-848
- Goffredo I de Girona (prima visconte)	848-853
- Odalrico I di Barcellona	853-858
- Unifredo I di Tolosa	858-862
- Otgerio	~862-870
- Bernardo di Gotia	870-~878
- Goffredo il Villoso 	~878-897
- Delà (intruso o associato)  888?-890
- Goffredo II Borrell   897-911; la contea fu unita alla Contea di Barcellona